# U.S. Route 266
La U.S. Route 266 (US 266) est une US Route auxiliaire de 43,09 miles (69,35 km) se trouvant en Oklahoma. Elle relie la US 62 / US 75 à Henryetta et la US 64 à Warner. La route-mère de la US 266, la US 66, n'existe plus. Elle est donc une route orpheline comme le sont la US 166 et la US 199. La US 266 suit de près l'I-40, laquelle a largement remplacé la US 66.

## Description du tracé

### Oklahoma
La US 266 débute à la jonction avec la US 62 / US 75 dans le nord de Henryetta, environ 2 miles (3,2 km) au nord de l'I-40. La route se dirige vers l'est depuis cet endroit atteignant la ville de Dewar, laquelle elle traverse. En quittant Dewar, la US 266 bifurque vers le nord-est et traverse Coal Creek et Deep Fork River. La route contourne Hoffman par l'est et continue son trajet. Elle passe dans les limites sud-est de Grayson et bifurque vers l'est.
La route continue vers l'est et atteint Council Hill et Checotah, où elle croise la US 69. Plus à l'est, la route croise l'ancien tracé de la US 69 et quitte la ville par l'est. Elle atteint Mount Nebo et passe en-dessous de l'I-40.
La US 266 croise la SH-2 et entame un multiplex avec la route d'état vers le nord-ouest jusqu'à un échangeur avec l'I-40. La route atteint finalement Warner et, au nord-ouest du centre-ville, rencontre la US 64. C'est à cet endroit que les deux routes, la US 266 comme la SH 2, prennent fin. La route se continue vers le nord comme US 64 ouest.

## Intersections majeures
Oklahoma
 US 62 / US 75 à Henryetta
 US 69 à Checotah
 I-40 près de Warner
 US 64 / SH 2 à Warner